# Gravelkerékpár-világbajnokság
A gravelkerékpár-világbajnokság (UCI Gravel World Championships) a gravelkerékpár-versenyzés Nemzetközi Kerékpáros-szövetség (UCI) által minden évben kiírt világbajnoksága. 2022 óta rendezik meg.
A UCI Gravel World Series mintegy 20-30 kvalifikációs versenyén minden korosztály felső 25%-a szerez indulási jogot a világbajnokságra. A világbajnok a következő világbajnokságig viselheti a szivárványszínű trikót a szakág versenyein.

A világbajnoki trikó

## Története
A UCI 2021 szeptemberében sajtóközleményben jelentette be, hogy gravelkerékpár-világbajnokságot és azt megelőző kvalifikációs kört rendez, de a dátumot ekkor még nem jelölték ki. Az országúti és hegyikerékpáros elemeket ötvözve vegyesen erdei és mezőgazdasági, kavicsos és macskaköves utakon rendezendő verseny bejelentése nem volt váratlan, mivel a gravelkerékpározás a Covid19-pandémia alatt gyorsan népszerűvé vált Európában.
A kvalifikációt szolgáló UCI Gravel World Series első versenyére végül 2022. április 3-án került sor a Fülöp-szigeteken. A 11 kvalifikációs futam versenyről versenyre vált egyre népszerűbbé, és fokozatosan megjelentek a neves országútkerékpár-versenyzők is. Az első, 2022-es gravelkerékpár-világbajnokságra október 8–9-én került sor; a férfi elit első 10 helyezéséből 9-et a UCI World Tour versenyzői szereztek meg. A verseny sikerét a nagy számú megjelent szurkoló bizonyította.

## Helyszínek
| Év   | Ország        | Város           |
| ---- | ------------- | --------------- |
| 2022 | Olaszország   | Veneto          |
| 2023 | Olaszország   | Veneto          |
| 2024 | Belgium       | Flamand-Brabant |
| 2025 | Franciaország | Nizza           |
| 2026 | Ausztrália    | Nannup          |
| 2027 | Franciaország | Haute-Savoie    |
| 2028 | Szaúd-Arábia  | al-Ula          |

## Érmesek

### Férfiak
| Év, helyszín         | Világbajnok          | Ezüstérmes         | Bronzérmes           |
| 2022 Veneto          | Gianni Vermeersch    | Daniel Oss         | Mathieu van der Poel |
| 2023 Veneto          | Matej Mohorič        | Florian Vermeersch | Connor Swift         |
| 2024 Flamand-Brabant | Mathieu van der Poel | Florian Vermeersch | Quinten Hermans      |

### Nők
| Év, helyszín         | Világbajnok            | Ezüstérmes     | Bronzérmes     |
| 2022 Veneto          | Pauline Ferrand-Prévot | Sina Frei      | Chiara Teocchi |
| 2023 Veneto          | Katarzyna Niewiadoma   | Silvia Persico | Demi Vollering |
| 2024 Flamand-Brabant | Marianne Vos           | Lotte Kopecky  | Lorena Wiebes  |